# Morti nel 1979/Dicembre
| Questa pagina contiene informazioni ricavate automaticamente dalle voci biografiche con l'ausilio del template Bio e di un bot. L'aggiornamento è periodico e automatico e ricostruisce completamente la pagina. Se manca una persona in questa lista, sei pregato di non aggiungerla, ma accertati piuttosto che la sua voce biografica contenga il template Bio e che i dati anagrafici siano correttamente compilati. Se il template Bio manca, inseriscilo tu stesso o, in alternativa, metti l'avviso {{tmp\|Bio}} che ne segnala la mancanza. Se i dati riportati sono sbagliati, correggi direttamente la voce biografica; le modifiche saranno visibili in questa lista entro pochi giorni. Per chiarimenti vedi il progetto biografie. La lista contiene solo le 104 persone che sono citate nell'enciclopedia e per le quali è stato implementato correttamente il template Bio. Pagina aggiornata al 3 mar 2024. |

- 1º dicembre - Max Jacobson, medico tedesco (n. 1900)
- 1º dicembre - Lajos Maszlay, schermidore ungherese (n. 1903)
- 1º dicembre - Clyde Swendsen, tuffatore, pallanuotista e allenatore di pallanuoto statunitense (n. 1895)
- 1º dicembre - Muhammad Abdel Moneim, principe egiziano (n. 1899)
- 2 dicembre - Dušan Petković, calciatore jugoslavo (n. 1903)
- 2 dicembre - Jan Pijnenburg, pistard olandese (n. 1906)
- 3 dicembre - Dhyan Chand, hockeista su prato indiano (n. 1905)
- 3 dicembre - Domenico Javarone, giornalista e scrittore italiano (n. 1913)
- 3 dicembre - Alighiero Noschese, imitatore, attore e comico italiano (n. 1932)
- 3 dicembre - Rutilio Robusti, politico italiano (n. 1893)
- 3 dicembre - Hans Rohde, calciatore tedesco (n. 1914)
- 4 dicembre - Maurice Dorléac, attore francese (n. 1901)
- 4 dicembre - Liam Gogan, poeta irlandese (n. 1891)
- 4 dicembre - Robert Karnes, attore statunitense (n. 1917)
- 4 dicembre - Walther Müller, fisico tedesco (n. 1905)
- 5 dicembre - Sonia Terk Delaunay, pittrice ucraina (n. 1885)
- 5 dicembre - Rosaleen Norton, artista australiana (n. 1917)
- 5 dicembre - Mario Riccio, politico e avvocato italiano (n. 1898)
- 5 dicembre - Lesley Selander, regista statunitense (n. 1900)
- 7 dicembre - Nicolas Born, scrittore e poeta tedesco (n. 1937)
- 7 dicembre - Cecilia Payne Gaposchkin, astrofisica britannica (n. 1900)
- 7 dicembre - Eddie Gottlieb, cestista, allenatore di pallacanestro e dirigente sportivo statunitense (n. 1898)
- 7 dicembre - Ernesto Sandroni, calciatore italiano (n. 1920)
- 7 dicembre - Shahriar Shafiq, militare iraniano (n. 1945)
- 7 dicembre - Caterina Tufarelli Palumbo, politica italiana (n. 1922)
- 8 dicembre - Giorgio Valerio, dirigente d'azienda italiano (n. 1904)
- 9 dicembre - Hjalmar Johansen, ginnasta danese (n. 1892)
- 9 dicembre - James Neilson, regista, impresario teatrale e fotografo statunitense (n. 1909)
- 9 dicembre - Franco Orgera, pentatleta italiano (n. 1908)
- 9 dicembre - Camillo Pellizzi, saggista, sociologo e politologo italiano (n. 1896)
- 9 dicembre - Fulton John Sheen, arcivescovo cattolico e scrittore statunitense (n. 1895)
- 9 dicembre - Friedrich Stahl, generale tedesco (n. 1889)
- 10 dicembre - Rossana Beccari, cantante italiana (n. 1927)
- 10 dicembre - Ann Dvorak, attrice statunitense (n. 1911)
- 10 dicembre - Serafino Ferruzzi, imprenditore italiano (n. 1908)
- 10 dicembre - Gyula Wilhelm, calciatore ungherese (n. 1901)
- 11 dicembre - James Gibson, psicologo statunitense (n. 1904)
- 11 dicembre - Carlo Schmid, giurista e politico tedesco (n. 1896)
- 11 dicembre - Giuseppe Tonna, scrittore e traduttore italiano (n. 1920)
- 12 dicembre - Elka de Levie, ginnasta olandese (n. 1905)
- 12 dicembre - Charlotte Radcliffe, nuotatrice britannica (n. 1903)
- 13 dicembre - Alfred Bengsch, cardinale e arcivescovo cattolico tedesco (n. 1921)
- 13 dicembre - Thomas Braut, attore e doppiatore tedesco (n. 1930)
- 13 dicembre - Jon Hall, attore statunitense (n. 1915)
- 13 dicembre - Džems Raudziņš, cestista lettone (n. 1910)
- 14 dicembre - Emil Belluš, architetto slovacco (n. 1899)
- 14 dicembre - Friedrich Ebert, politico tedesco (n. 1894)
- 14 dicembre - Václav Havel, canoista cecoslovacco (n. 1920)
- 14 dicembre - Riccardo Lombardi, predicatore e religioso italiano (n. 1908)
- 14 dicembre - Charles McBurney, archeologo statunitense (n. 1914)
- 14 dicembre - Eberhard Rodt, generale tedesco (n. 1895)
- 15 dicembre - Jackie Brenston, cantante e sassofonista statunitense (n. 1930)
- 15 dicembre - Gigi Cichellero, compositore e direttore d'orchestra italiano (n. 1923)
- 15 dicembre - Ethel Lackie, nuotatrice statunitense (n. 1907)
- 15 dicembre - Piero Pieri, storico italiano (n. 1893)
- 16 dicembre - Ladislav Hlad, vescovo cattolico cecoslovacco (n. 1908)
- 16 dicembre - Sergio Marchi, calciatore italiano (n. 1920)
- 16 dicembre - Vagif Mustafazadeh, compositore e pianista azero (n. 1940)
- 17 dicembre - Salvatore La Marca, politico italiano (n. 1921)
- 18 dicembre - Giuseppe Siro Trezzini, politico italiano (n. 1925)
- 19 dicembre - Guido Cristini, giudice, politico e faccendiere italiano (n. 1895)
- 19 dicembre - François Fontan, politico e linguista francese (n. 1929)
- 19 dicembre - Predrag Marković, calciatore jugoslavo (n. 1930)
- 20 dicembre - Italo Cremona, pittore, scenografo e costumista italiano (n. 1905)
- 20 dicembre - John Norton, ostacolista statunitense (n. 1893)
- 21 dicembre - Ermindo Onega, calciatore argentino (n. 1940)
- 21 dicembre - Nino Pavese, attore e doppiatore italiano (n. 1904)
- 22 dicembre - Ferruccio Hellmann, ingegnere e dirigente sportivo italiano (n. 1899)
- 22 dicembre - Luigi Oggioni, magistrato italiano (n. 1892)
- 22 dicembre - George Pollock, regista inglese (n. 1907)
- 22 dicembre - Darryl F. Zanuck, produttore cinematografico statunitense (n. 1902)
- 23 dicembre - Peggy Guggenheim, collezionista d'arte e mecenate statunitense (n. 1898)
- 23 dicembre - Ernest B. Schoedsack, regista, sceneggiatore e produttore cinematografico statunitense (n. 1893)
- 23 dicembre - Dirk Stikker, diplomatico olandese (n. 1897)
- 24 dicembre - Renato Chiantoni, attore italiano (n. 1906)
- 24 dicembre - Rudi Dutschke, sociologo e attivista tedesco (n. 1940)
- 24 dicembre - William Holder Zachariasen, fisico norvegese (n. 1906)
- 25 dicembre - Joan Blondell, attrice statunitense (n. 1906)
- 25 dicembre - Lee Bowman, attore statunitense (n. 1914)
- 25 dicembre - Michael Collins, attore britannico (n. 1922)
- 25 dicembre - Mario Filippeschi, tenore italiano (n. 1907)
- 26 dicembre - Leo Arnštam, regista e sceneggiatore sovietico (n. 1905)
- 26 dicembre - Francantonio Biaggi, politico italiano (n. 1899)
- 26 dicembre - Anna Caroli, attrice teatrale e attrice cinematografica italiana (n. 1913)
- 26 dicembre - Bruno Cordati, pittore italiano (n. 1890)
- 26 dicembre - John Cromwell, regista, attore e impresario teatrale statunitense (n. 1886)
- 26 dicembre - Helmut Hasse, matematico tedesco (n. 1898)
- 26 dicembre - Karl Manitius, medievista tedesco (n. 1899)
- 26 dicembre - Guido Martellotti, filologo italiano (n. 1905)
- 26 dicembre - Hans-Georg Pflaum, storico tedesco (n. 1902)
- 26 dicembre - Vladimir Safronov, pugile sovietico (n. 1934)
- 27 dicembre - Hafizullah Amin, politico afghano (n. 1929)
- 27 dicembre - Bernard Bijvoet, architetto olandese (n. 1889)
- 27 dicembre - Francesco De Zulian, fondista italiano (n. 1908)
- 27 dicembre - Cesare Presca, calciatore italiano (n. 1921)
- 28 dicembre - Samuele Andreucci, politico italiano (n. 1916)
- 28 dicembre - Jurij Tolubeev, attore sovietico (n. 1906)
- 30 dicembre - Richard Rodgers, musicista, compositore e paroliere statunitense (n. 1902)
- 31 dicembre - Giuseppe De Marchi, calciatore italiano (n. 1916)
- 31 dicembre - Luisa Gallotti Balboni, politica italiana (n. 1913)
- 31 dicembre - Luis Induni, attore italiano (n. 1920)
- 31 dicembre - Giacomo Perticone, giurista e storico italiano (n. 1892)
- 31 dicembre - Viktoria Savs, militare austriaca (n. 1899)
- 31 dicembre - Ethel Smith, velocista canadese (n. 1907)